# Montlauzun
Montlauzun là một xã thuộc tỉnh Lot trong vùng Occitanie phía tây nam nước Pháp.